# Chimonobambusa convoluta
Chimonobambusa convoluta är en gräsart som beskrevs av Qi Hui Dai och X.L.Tao. Chimonobambusa convoluta ingår i släktet Chimonobambusa och familjen gräs. Inga underarter finns listade i Catalogue of Life.